# Generation X (Marvel Comics)
Generation X oltre ad essere il nome di una squadra di supereroi è anche il titolo di una serie a fumetti, uno dei tanti spin-off del franchise degli X-Men, pubblicato dalla Marvel Comics. Creato da Scott Lobdell (testi) e Chris Bachalo (disegni), il team venne presentato nel 1994 durante il crossover Phalanx e cominciò ad essere pubblicato in una propria serie a fumetti a partire dal novembre 1994 con cadenza mensile. Generation X fu pensata e costituita da mutanti adolescenti, designati a riflettere il cinismo e la complessità della medesima generazione di adolescenti degli anni novanta. Diversamente dai loro predecessori, i Nuovi Mutanti (adolescenti mutanti degli anni ottanta), non furono guidati dal fondatore degli X-Men Charles Xavier, bensì dall'ex X-Man Banshee e dalla redenta Emma Frost, in passato nemica degli X-Men, come Regina Bianca del Club Infernale. A sottolineare la divisione con gli X-Men ufficiali, l'accademia venne posta nello stato del Massachusetts in una delle proprietà della stessa Emma Frost.
I creatori originari della serie furono sostituiti nel 1997, mentre il fumetto venne del tutto cancellato nel 2001 con il n. 75.

## Storia editoriale
Molti membri di Generation X debuttarono durante il crossover Phalanx pubblicato in America durante l'estate del 1994. Alieni extraterrestri dotati di una intelligenza collettiva, i Phalanx tentarono di assorbire la maggior parte dei giovani mutanti terrestri con lo scopo di non permettere loro di contrastare un'invasione futura. Nel settembre di quello stesso anno, Generation X n. 1 venne pubblicato diventando subito un cult grazie ai complessi disegni di Chris Bachalo ed ai realistici dialoghi di Scott Lobdell. Il duo abbandonò però la serie nel 1997, facendo subentrare lo sceneggiatore Larry Hama ed il disegnatore Terry Dodson che svelarono le origini e le vicende che si nascondevano dietro la famiglia St. Croix, uno dei misteri nonché punto centrale della trama degli ultimi anni. Ignorando la precedente sceneggiatura di Lobdell, Hama spiegò che Monet era il risultato dell'unione delle due gemelle St. Croix; Emplate il loro fratello maggiore Marius, che grazie ad alcuni esperimenti di magia nera e viaggi interdimensionali era diventato dipendente dal midollo osseo mutante per sopravvivere; Penance fu rivelata essere Monet, trasformata da un incantesimo del fratello e sua principale fonte di sostentamento. Jay Faerber, successore di Hama, tentò di far risalire le vendite inserendo nuovi elementi come l'apertura dell'istituto anche agli umani e l'entrata in scena di Adrienne Frost, sorella di Emma, come co-direttrice dell'istituto. Come parte dell'iniziativa Revolution che coinvolse le varie X-testate, Warren Ellis e Brian Wood presero le redini della serie nel 2000: tuttavia anche se le vendite ricominciarono a salire il nuovo editor-in-chief della Marvel Joe Quesada decise di chiudere Generation X nel 2001 con l'uscita n. 75.

### Dopo la serie
Dalla chiusura delle serie, i suoi protagonisti presero strade diverse apparendo in numerosi titoli. Sia Husk che Chamber entrarono brevemente in due diverse formazioni di Uncanny X-Men, anche se prima la ragazza era stata mostrata assieme a Jubilee ed M come membro di supporto della X-Corp fondata da Banshee; mentre Chamber aveva preso parte agli scontri con Mystica e lo Svanitore. Jubilee e Skin apparvero in una storia antologica all'interno di X-Men Unlimited nella quale avevano affittato un appartamento a L.A. e tentavano di sfondare nell'industria cinematografica. Mentre Jubilee perse i poteri durante la decimazione, apparendo brevemente sulle pagine di Wolverine: Origins e poi entrando nella nuova formazione dei New Warriors con il nome-in-codice di Wondra; Skin fu, invece, vittima della Chiesa dell'umanità sulle pagine di Uncanny X-Men durante la gestione di Chuck Austen nel 2003. Dopo aver tentato senza successo di far partire una serie regolare con protagonista Chamber, la Marvel decise di far entrare il promettente personaggio nel cast fisso di Weapon X dove rimase fino alla decimazione e alla chiusura della testata, per poi riapparire su New Excalibur senza poteri ed affidato alle cure del Clan Akkaba che riuscì a curarlo e dal quale fuggì per entrare anche lui fra le file dei New Warriors con il nome-in-codice di Decibel. Per quanto riguarda M, è entrata a far parte del cast fisso della terza serie di X-Factor sceneggiata da Peter David, dove ha assunto il ruolo d'investigatrice alle dipendenze dell'Uomo Multiplo.

## Cast
- Banshee, alias Sean Cassidy. Deceduto. Generazione di urla soniche, volo.
- Emma Frost. Telepatia.
- Husk, alias Paige Guthrie. Manipolazione della composizione dell'epidermide.
- Skin, alias Angelo Espinoza. Deceduto. Tessuto epidermico in eccesso, manipolazione elastica.
- M, alias Monet St. Croix. Volo, forza e velocità superumane, fattore rigenerante, telepatia.
- Jubilee, alias Jubilation Lee. Depotenziata. Emissione di energia esplosiva.
- Chamber, alias Jonothon "Jono" Starsmore. Generazione ed emissione di bio-energia dal torace e dalla bocca, telepatia limitata.
- Synch, alias Everett Thomas. Deceduto. Sincronizzazione telepatica con i poteri altrui.
- Penance. Epidermide rossastra dalla consistenza adamantina, artigli.
- Mondo. Assimilazione delle caratteristiche organiche ed inorganiche di qualsiasi materiale toccato.

## Altri media
Nel febbraio 1996, la Fox mandò in onda un film TV, Generation X, prodotto dai Marvel Studios dedicato alle avventure di Generation X. Utilizzati i personaggi di Emma Frost, Bashee, M, Skin, Mondo e Jubilee vennero introdotti Buff e Refrax per supplire alla mancanza di budget necessario per l'animazione dei poteri di Husk e Chamber.